# Pseudobalaninus
Pseudobalaninus är ett släkte av skalbaggar. Pseudobalaninus ingår i familjen vivlar.

## Dottertaxa tillPseudobalaninus, i alfabetisk ordning[1]
- Pseudobalaninus adrumbratus
- Pseudobalaninus albogriseolus
- Pseudobalaninus albogriseus
- Pseudobalaninus bicarciatus
- Pseudobalaninus bicruciatus
- Pseudobalaninus bohemani
- Pseudobalaninus cruciatus
- Pseudobalaninus decorsei
- Pseudobalaninus denticulatus
- Pseudobalaninus elegans
- Pseudobalaninus filirostris
- Pseudobalaninus geminatus
- Pseudobalaninus griseopilosus
- Pseudobalaninus hartmanni
- Pseudobalaninus hirtulus
- Pseudobalaninus hovanus
- Pseudobalaninus ix-spilotus
- Pseudobalaninus leucocomus
- Pseudobalaninus longehirtus
- Pseudobalaninus longirostris
- Pseudobalaninus melaleucus
- Pseudobalaninus metasternalis
- Pseudobalaninus minutus
- Pseudobalaninus nigrobasalis
- Pseudobalaninus nigroscutatus
- Pseudobalaninus niphades
- Pseudobalaninus novemspilotus
- Pseudobalaninus obliquatus
- Pseudobalaninus penicillatus
- Pseudobalaninus perelegans
- Pseudobalaninus pulcher
- Pseudobalaninus quadrillus
- Pseudobalaninus rufipes
- Pseudobalaninus semifasciatus
- Pseudobalaninus septempunctatus
- Pseudobalaninus sexmaculatus
- Pseudobalaninus sexplagiatus
- Pseudobalaninus striatipennis
- Pseudobalaninus tetragrammus
- Pseudobalaninus tibialis
- Pseudobalaninus vii-punctatus